# Rio Portuguesa
Il Río Portuguesa (in spagnolo: Río Portuguesa, oppure anche Río la Portuguesa, Río de la Portuguesa) è un fiume del Venezuela lungo circa 550 km.
Fa parte del bacino del fiume Orinoco ed è un affluente del fiume Apure (che è, a sua volta, affluente dell'Orinoco).
Secondo la tradizione locale, il nome del fiume deriva da una leggenda secondo cui una donna portoghese sarebbe annegata nelle sue acque. A sua volta, il nome del fiume è l'origine del nome dello stato venezuelano di Portuguesa.